# U-20-Fußball-Weltmeisterschaft der Frauen 2010/Nigeria

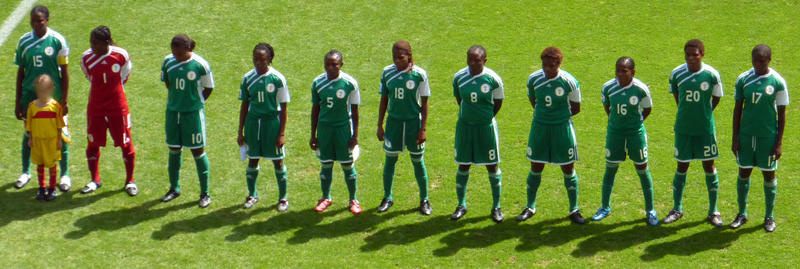
Das nigerianische Team vor dem Viertelfinale gegen die USA in der Augsburger Impuls Arena.

Dieser Artikel behandelt die Nigerianische U-20-Fußballnationalmannschaft der Frauen, genannt „Falconets“, bei der U-20-Fußball-Weltmeisterschaft der Frauen 2010 in Deutschland.

## Qualifikation
Die „Falconets“ konnten sich in einem Qualifikationsturnier zwischen 21 afrikanischen Nationalmannschaften für ihre fünfte WM-Teilnahme qualifizieren. Damit war das Team aus Westafrika bei jeder U-20-Frauen-Fußball-WM dabei.
Über vier Runden mit Hin- und Rückspiel wurden dabei die beiden afrikanischen WM-Teilnehmer im K.-o.-System ermittelt. Ebenso wie Ghana konnte die nigerianische U-20-Frauen-Mannschaft ihre Finalpaarung gewinnen und sich so für die WM-Endrunde qualifizieren. Dabei beeindruckten die Nigerianerinnen mit 22 Toren in vier Spielen gegen Simbabwe und Südafrika.

## Aufgebot

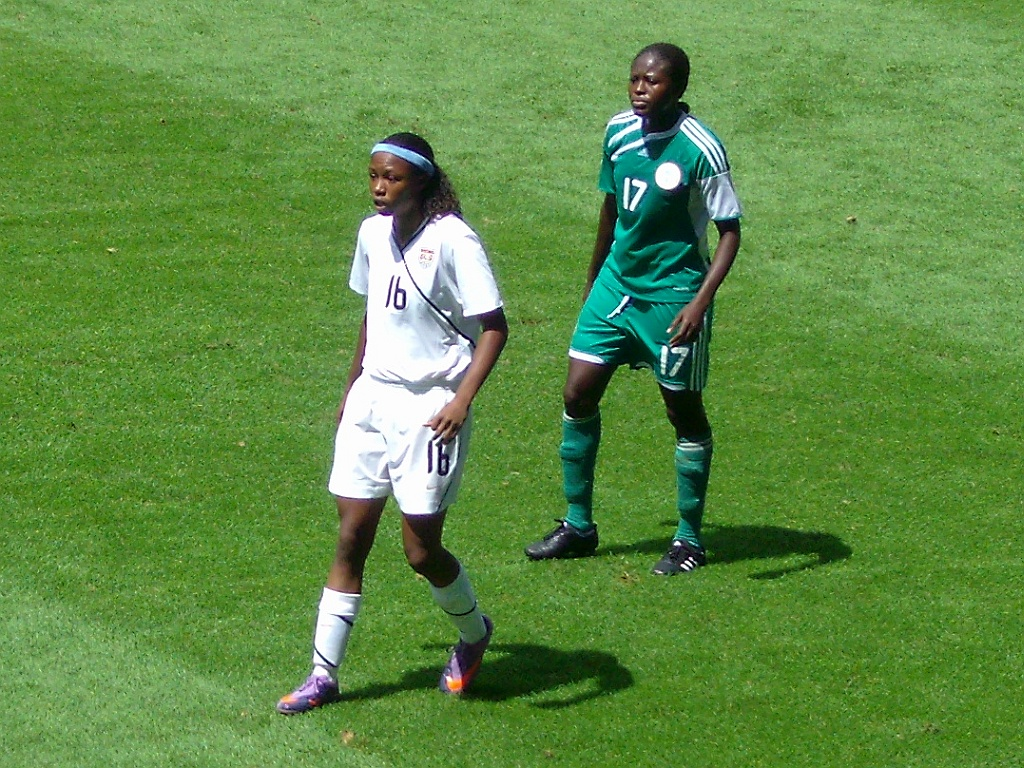
Abwehrspielerin Helen Ukaonu (17) mit US-Stürmerin Maya Hayes

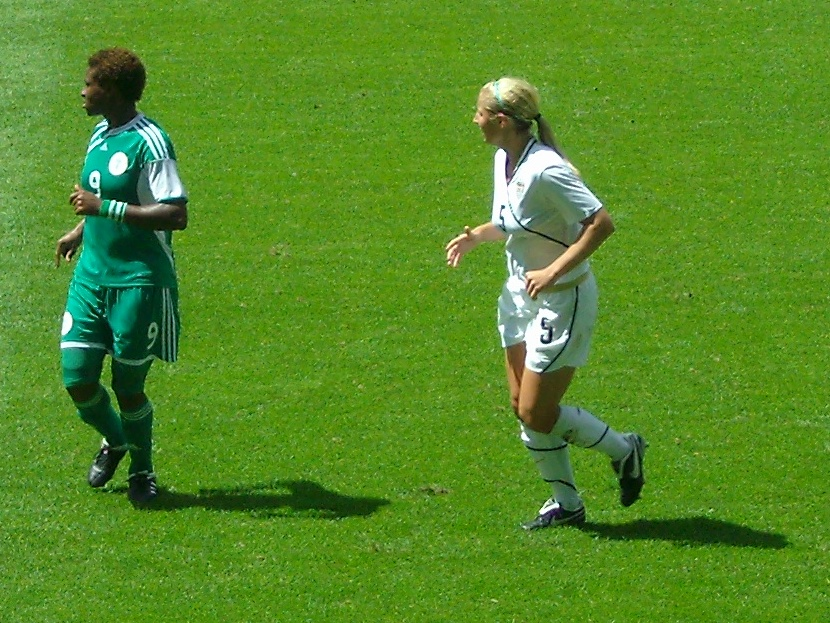
Stürmerin Desire Oparanozie (9) mit US-Verteidigerin Kendall Johnson

Trainer: Ndem Egan
| Nr. | Position   | Spieler            | Geburtsdatum (Alter)   | Verein           |
| --- | ---------- | ------------------ | ---------------------- | ---------------- |
| 1   | Torhüter   | Alaba Jonathan     | 1. Juni 1992 (18)      | Pelican Stars    |
| 2   | Abwehr     | Blessing Edoho     | 5. September 1992 (17) | Rivers Angels    |
| 3   | Abwehr     | Gloria Ofoegbu     | 3. Januar 1992 (18)    | Rivers Angels    |
| 4   | Mittelfeld | Martina Ohadugha   | 5. Mai 1991 (19)       | Rivers Angels    |
| 5   | Mittelfeld | Cecilia Nku        | 26. Oktober 1992 (18)  | Bayelsa Queens   |
| 6   | Abwehr     | Esther Michael     | 16. November 1992 (17) | Sunshine Queens  |
| 7   | Sturm      | Esther Sunday      | 13. März 1992 (18)     | Sunshine Queens  |
| 8   | Sturm      | Ebere Orji         | 23. Dezember 1992 (17) | Rivers Angels    |
| 9   | Sturm      | Desire Oparanozie  | 17. Dezember 1993 (16) | Delta Queens     |
| 10  | Mittelfeld | Rebecca Kalu       | 12. Juni 1990 (20)     | Delta Queens     |
| 11  | Mittelfeld | Glory Iroka        | 1. März 1990 (20)      | Rivers Angels    |
| 12  | Torhüter   | Rabi Ihiabe        | 30. Dezember 1992 (17) | Bayelsa Queens   |
| 13  | Sturm      | Ngozi Ebere        | 5. August 1991 (18)    | Rivers Angels    |
| 14  | Sturm      | Soo Adekwagh       | 15. Juli 1992 (17)     | Bayelsa Queens   |
| 15  | Abwehr     | Joy Jegede         | 16. Dezember 1991 (18) | Delta Queens     |
| 16  | Sturm      | Amarachi Okoronkwo | 12. Dezember 1992 (17) | Nasarawa Amazons |
| 17  | Abwehr     | Helen Ukaonu       | 17. Mai 1991 (19)      | Delta Queens     |
| 18  | Sturm      | Charity Adule      | 7. November 1993 (16)  | Pelican Stars    |
| 19  | Sturm      | Uchechi Sunday     | 9. September 1994 (15) | Rivers Angels    |
| 20  | Abwehr     | Osinachi Ohale     | 21. Dezember 1991 (18) | Delta Queens     |
| 21  | Torhüter   | Marbel Egwuenu     | 15. Dezember 1991 (18) | Delta Queens     |

## Vorrunde
| Pl. | Land    | Sp. | S | U | N | Tore    | Diff. | Punkte |
| --- | ------- | --- | - | - | - | ------- | ----- | ------ |
| 1.  | Mexiko  | 3   | 1 | 2 | 0 | 005:400 | +1    | 05     |
| 2.  | Nigeria | 3   | 1 | 2 | 0 | 004:300 | +1    | 05     |
| 3.  | Japan   | 3   | 1 | 1 | 1 | 007:600 | +1    | 04     |
| 4.  | England | 3   | 0 | 1 | 2 | 002:500 | −3    | 01     |

Mit zwei Unentschieden und einem Sieg gegen Japan qualifizierte sich Nigeria als Gruppenzweiter der Gruppe C für das Viertelfinale. Dabei zeigten die „Falconets“, dass sie sowohl einen Rückstand aufholen als auch eine frühe Führung lange halten konnten und dabei durch Konter zu weiteren Chancen kamen.
| Spiele der Gruppe C                            | Spiele der Gruppe C | Spiele der Gruppe C | Spiele der Gruppe C |
| ---------------------------------------------- | ------------------- | ------------------- | ------------------- |
| Mittwoch, 14. Juli 2010, 11:30 Uhr in Augsburg |                     |                     |                     |
| England                                        | –                   | Nigeria             | 1:1 (1:0)           |
| Samstag, 17. Juli 2010, 15:00 Uhr in Augsburg  |                     |                     |                     |
| Nigeria                                        | –                   | Japan               | 2:1 (2:0)           |
| Mittwoch, 21. Juli 2010, 15:00 Uhr in Bochum   |                     |                     |                     |
| Nigeria                                        | –                   | Mexiko              | 1:1 (1:0)           |

## Finalrunde

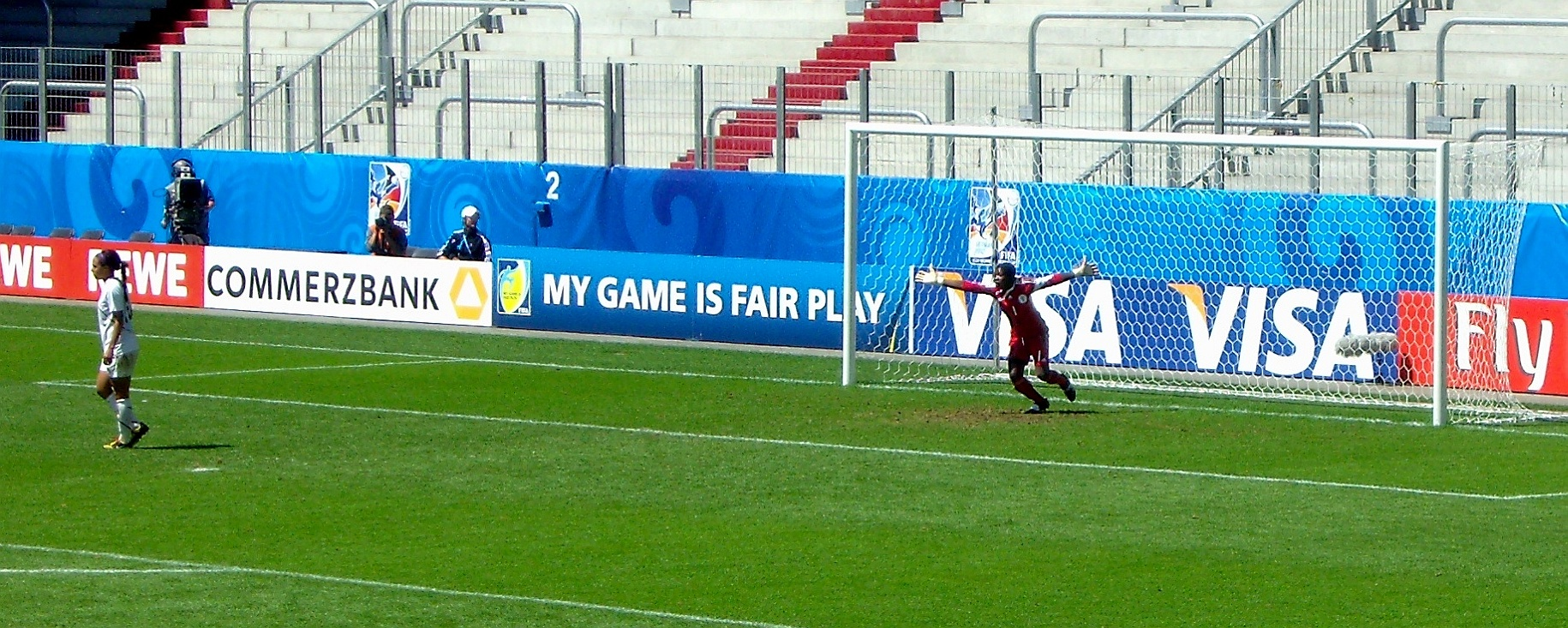
Torhüterin Alaba Jonathan nach dem Viertelfinal-Sieg im Elfmeterschießen

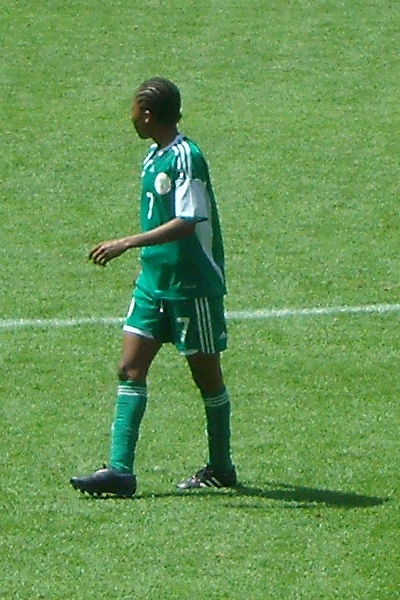
Offensivspielerin Esther Sunday

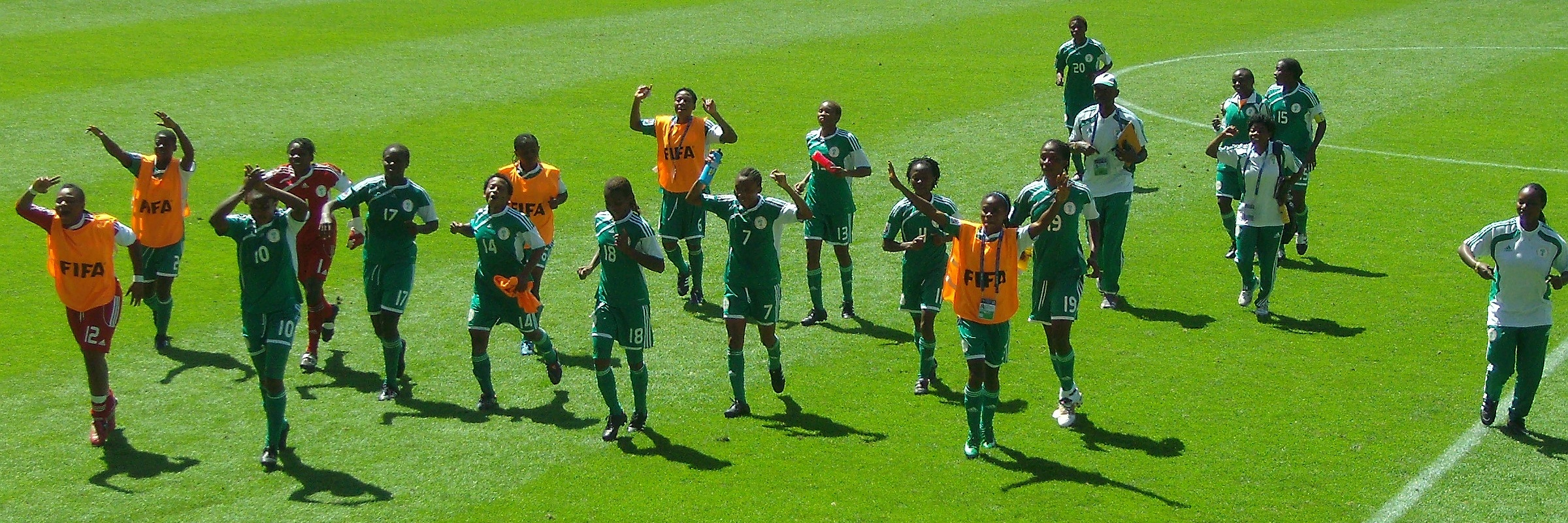
Nigerias U-20-Team feiert nach dem Erreichen des WM-Halbfinales den größten Erfolg der Team-Geschichte

Im Viertelfinale setzten sich die Nigerianerinnen kämpferisch gegen die favorisierten USA durch, indem sie sich durch den 1:1-Ausgleich nach 79 Minuten in die Verlängerung retteten und im Elfmeterschießen die besseren Nerven bewiesen. Daran wurde sogar dem Präsidenten des Nigerianischen Fußballverbandes Aminu Maigari ein Anteil zugesprochen, da dieser in der Halbzeitpause mit Trainer Egan telefoniert und „keine Angst vorm Gegner“ empfohlen hatte. Damit zogen sie erstmals in ein Frauen-U-20-WM-Halbfinale ein, nachdem sie bisher drei Mal in Folge in der Runde der letzten acht Mannschaften gescheitert waren. Trainer Egan bezeichnete den Halbfinal-Einzug als „bisher größte[n] Erfolg des nigerianischen Frauenfussballs“, später sprach man sogar vom größten Erfolg für Afrikas Frauenfußball.
Im Halbfinale traf Nigeria mit Kolumbien auf ein weiteres Team, das erstmals in einem U-20-WM-Halbfinale stand. Die von der FIFA als Kandidatin für die Wahl zur besten Spielerin („Goldener Ball“) nominierte Ebere Orji in der 2. Minute erzielte Führung konnten die „Falconets“ bis zum Abpfiff verteidigen. Dabei war ihre „Entschlossenheit, einen Gegentreffer zu verhindern“, ihr größter Pluspunkt.
Im Finale unterlagen die „Falconets“ den Gastgeberinnen aus Deutschland mit 2:0. Trotz der frühen Führung durch die beste Spielerin des Turniers, Alexandra Popp, konnten die Nigerianerinnen das Spiel weiter spannend halten, indem sie zeitweilig größere Spielanteile erkämpften. Erst in der Nachspielzeit konnte Kim Kulig die Entscheidung für das deutsche Team sichern. Damit wurde Nigeria erstmals Vizeweltmeister im U-20-Frauenfußball.
| Viertelfinale                                     | Viertelfinale | Viertelfinale | Viertelfinale                   |
| ------------------------------------------------- | ------------- | ------------- | ------------------------------- |
| Sonntag, 25. Juli 2010, 11:30 Uhr in Augsburg     |               |               |                                 |
| USA                                               | –             | Nigeria       | 1:1 n. V. (1:1, 1:0), 2:4 i. E. |
| Halbfinale                                        |               |               |                                 |
| Donnerstag, 29. Juli 2010, 18:30 Uhr in Bielefeld |               |               |                                 |
| Kolumbien                                         | –             | Nigeria       | 0:1 (0:1)                       |
| Finale                                            |               |               |                                 |
| Sonntag, 1. August 2010, 15:00 Uhr in Bielefeld   |               |               |                                 |
| Deutschland                                       | –             | Nigeria       | 2:0 (1:0)                       |